# 維拉科柳山 (阿瓦羅亞縣)
19°3′54″S 66°19′20″W / 19.06500°S 66.32222°W

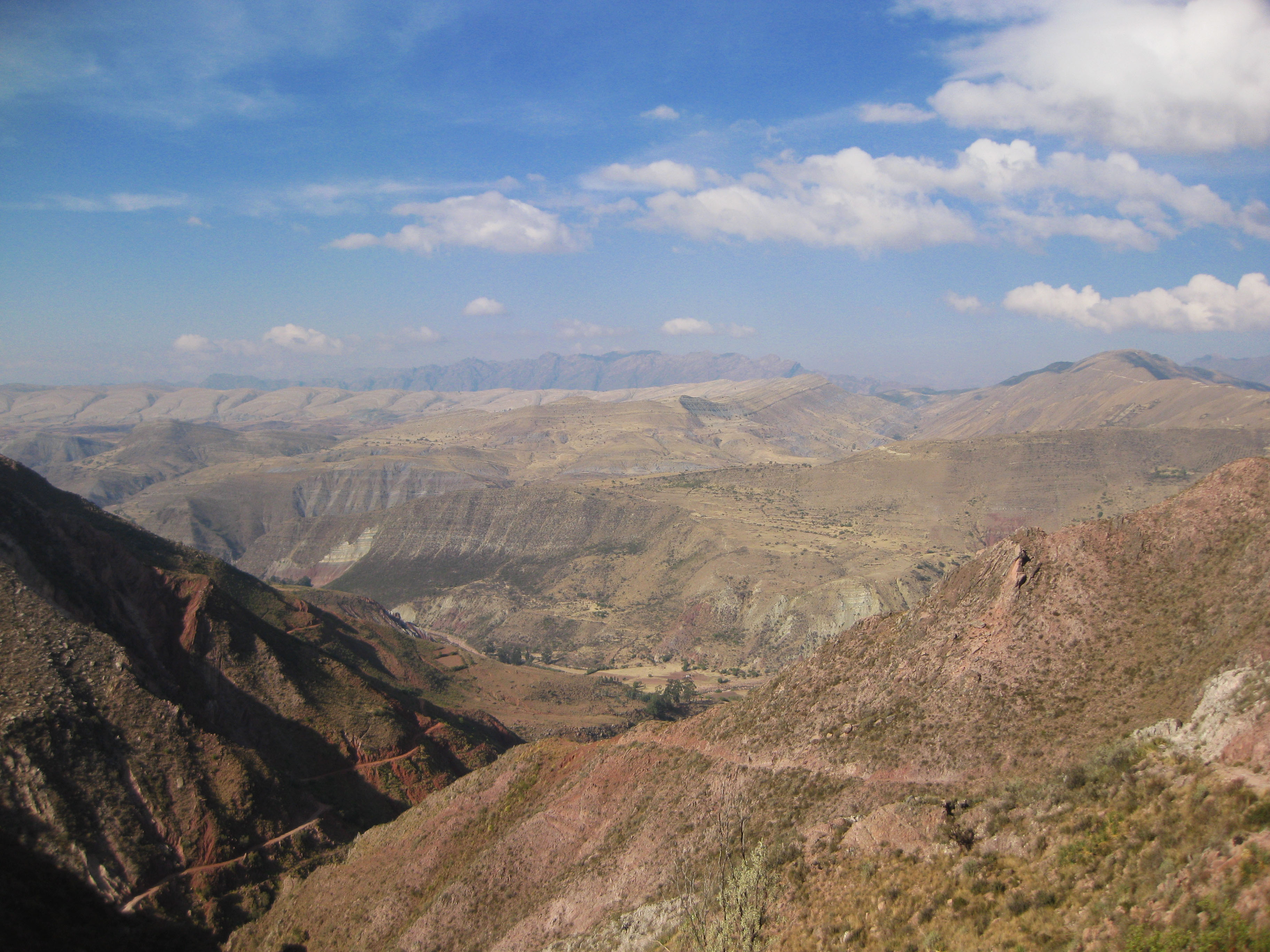

維拉科柳山（Wila Qullu），是玻利維亞的山峰，位於該國西部奧魯羅省阿瓦罗亚县，處於維拉科塔山西北面，屬於安第斯山脈的一部分，海拔高度5,144米。